# المعهد العالي للغات التطبيقية والإعلامية بباجة
المعهد العالي للغات التطبيقية والإعلامية بباجة هو مؤسّسة عمومية جامعية تونسية للتعليم العالي والبحث العلمي. تأسّس سنة 2003، وهو تحت إشراف جامعة جندوبة . يعد المعهد تقريبا 600 طالبا في استقرار منذ حوالي عشر سنوات.

## الأقسام
- قسم اللغات (03 إجازات): مديرة القسم د. محاسن مقدمي
- قسم الإعلامية والملتميديا (01 إجازة): مدير القسم د. محمد الرياحي

## الإجازات في نظام إمد:
- الإجازة الوطنية في الانجليزية: اختصاص اللغة والأدب والحضارة
- الإجازة الوطنية في الترجمة: اختصاص ألمانية
- الإجازة الوطنية في الاسبانية: اختصاص تواصل الثقافات والسياحة
- الإجازة الوطنية في الاعلامية: اختصاص هندسة البرمجيات ونظم المعلومات

## الماجستير في نظام إمد:
الماجستير المهني في الإعلامية: اختصاص علوم البيانات
الماجستير المهني في هندسةنظم الإعلامية: اختصاص هندسة الأنظمة المدمجة وانترنت الأشياء

## البحث العلمي
• وحدة البحث العلمي UR22ES12 : النمذجة والتحسين والهندسة المعززة Modeling, Optimization and Augmented) Engineering) أحدثت سنة 2022. الرئيس: أ. رضاء الجبالي
• الجمعية العلمية أكادميات (Association Actes Académiques) الراعي الأول للتظاهرات العلمية والدراسية بالمعهد.البحث العلمي.

## الحياة الطلابية (الجامعية)
• مركز المهن وإشهاد الكفاءات (4C) مدير المركز السيد أنور ماكني
• الجمعية الرياضية (كرة القدم، كرة السلة، كرة اليد، الكرة الطائرة) ذكور وإناث.
• النوادي الثقافية (>10): نادي الرسم، Enactus, Digital Entrepreneur، Phoenix, Agora...
• المطعم الجامعي والسكن الجامعي للفتيات: محاذي للمعهد (<100م).
• التنقل إلى وسط مدينة باجة (3دق) عبر التاكسي الفردي، التنقل من وسط مدينة باجة عبر الحافلة أو القطار أو سيارات الأجرة (louage).

## المميزات
• نسبة النجاح العامة(2022\2023، 2023\2024): ~90%.
• نسبة التأطير (عدد الطلبة \عدد الأساتذة الباحثين لسنة 2023\2024): 11.4
• التوجيه الجامعي (أعلى مجموع نقاط score لسنة 2023\2024) 151، نفاذ المقاعد المفتوحة من الدور الأول.
• الجائزة الأولى وطنيا لأحسن فكرة مشروع في الإقتصاد التضامني والاجتماعي جوان 2023، لنادي Enactus-ISLAIB، وجائزة أحسن قائد فريق للطالبة آية خميري ( رئيسة النادي).